# Quintus Antonius Isauricus

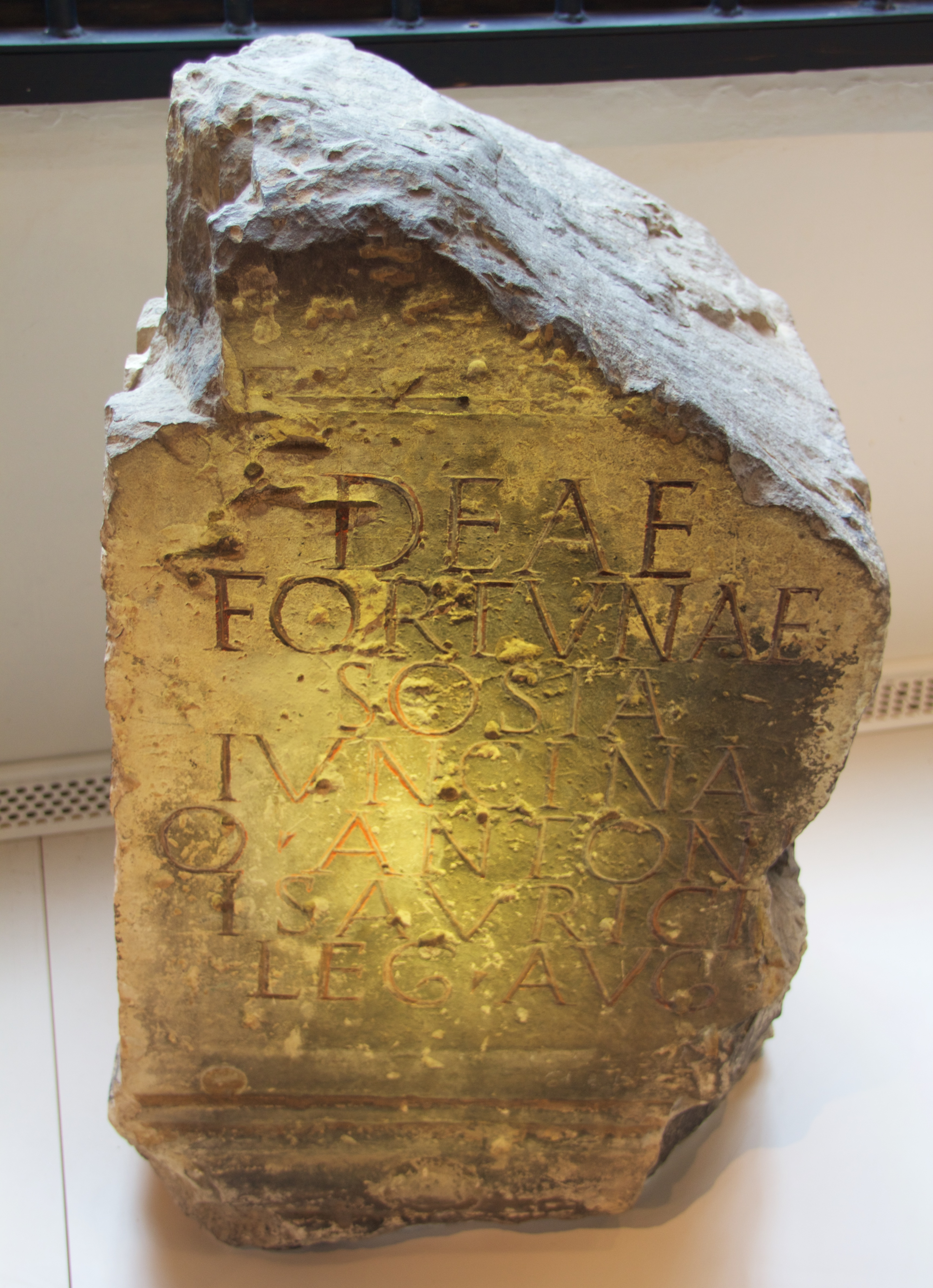
Die Weihinschrift

Quintus Antonius Isauricus war ein im 2. Jahrhundert n. Chr. lebender römischer Politiker.
Isauricus ist auf einer Inschrift aufgeführt, die in York gefunden wurde und die in die Mitte der 130er Jahre datiert wird; er war zu diesem Zeitpunkt Kommandeur (Legatus legionis) der Legio VI Victrix. Aufgrund einer weiteren Inschrift, einem Fragment der Fasti feriarum Latinarum, wurde ursprünglich vermutet, dass er zusammen mit Lucius Aurelius Flaccus im Jahr 140 Suffektkonsul war. Durch ein neues Militärdiplom wird aber inzwischen angenommen, dass die beiden ihr Amt entweder 156 oder 157 ausgeübt haben.